# Phyllophaga orosina
Phyllophaga orosina är en skalbaggsart som beskrevs av Moser 1918. Phyllophaga orosina ingår i släktet Phyllophaga och familjen Melolonthidae. Inga underarter finns listade i Catalogue of Life.